# Wilson Kiprugut
Wilson Arap Chuma Kiprugut (né en 1938 à Kericho (colonie et protectorat du Kenya) et mort le 1er novembre 2022 dans la même ville), est un athlète kenyan, spécialiste du 400 mètres et du 800 mètres. 
En 1964, il devient le premier Kenyan à remporter une médaille aux Jeux olympiques, lorsqu'il décroche la 3e place du 800 mètres des Jeux olympiques de Tokyo. 

## Biographie

### Enfance et jeunesse
Wilson Kiprugut naît et grandit à Kericho dans l'ouest du Kenya britannique. Enfant, il commence la course à pied durant sa scolarité à l'école primaire de Kaptebeswet. Il poursuit sa pratique lorsqu'il intègre l'école intermédiaire de Sitowe. Il aurait participé plusieurs fois aux Championnats d'Afrique centrale et de l'Est (en), en décrochant notamment 3 titres sur l'épreuve du 880 yards.

### Carrière athlétique
Wilson Kiprugut participe à l'édition 1962 des Jeux de l'Empire britannique et du Commonwealth. Éliminé en séries du 440 yards, il décroche une 5e place avec le collectif kenyan du relais 4×440 yards. 
Sélectionné pour représenter le Kenya à Tokyo à l'occasion des Jeux olympiques, il participe aux séries du 400 mètres sans parvenir à se défaire de ses adversaires. Aligné également sur le 800 mètres, il décroche une médaille de bronze en finale, en parcourant les 800 mètres en 1 min 45 s 9. Il devient ainsi le premier médaillé olympique kenyan de l'histoire. 
L'année suivante, en 1965, Wilson Kiprugut participe à la première édition des Jeux africains. Il y remporte 3 médailles dont deux titres, respectivement sur le 400 mètres et le 800 mètres. Il remporte également l'argent avec le collectif du relais 4×400 mètres. En 1966, Wilson Kiprugut s'envole pour la Jamaïque et participe à ses seconds Jeux de l'Empire britannique et du Commonwealth. Il atteint alors les demi-finales du 440 yards. Quelques jours plus tard, il remporte la médaille d'argent de l'épreuve du 880 yards, battu uniquement par l'Australien Noel Clough (en). 
De nouveau sélectionné pour les Jeux olympiques, Wilson Kiprugut participe cette fois-ci uniquement à l'épreuve du 800 mètres. À Mexico, en altitude, il devient vice-champion olympique de la discipline en 1 min 44 s 5. Il cède le titre à l'Australien Ralph Doubell qui, en courant 1 min 44 s 3, s'empare du record olympique et égale le record du monde de la discipline. 

### Retraite sportive et fin de vie
Retiré des pistes en 1969, Wilson Kiprugut officie au sein de l'armée kenyane jusqu'en 1974 en tant qu'instructeur d'éducation physique. Il retourne ensuite vivre à Kericho, où il se réinstalle en tant que fermier. 
Il meurt le 1er novembre 2022 à Kericho, à l'âge de 84 ans. 

## Palmarès
| Date | Compétition                                     | Lieu        | Résultat    | Épreuve     | Temps        |
| ---- | ----------------------------------------------- | ----------- | ----------- | ----------- | ------------ |
| 1962 | Jeux de l'Empire britannique et du Commonwealth | Perth       | Séries      | 440 yards   | 49 s 0       |
| 1962 | Jeux de l'Empire britannique et du Commonwealth | Perth       | 5e          | 4×440 yards | 3 min 16 s 0 |
| 1964 | Jeux olympiques                                 | Tokyo       | ¼ de finale | 400 m       | 47 s 7       |
| 1964 | Jeux olympiques                                 | Tokyo       | 3e          | 800 m       | 1 min 45 s 9 |
| 1965 | Jeux africains                                  | Brazzaville | 1er         | 400 m       | 46 s 9       |
| 1965 | Jeux africains                                  | Brazzaville | 1er         | 800 m       | 1 min 47 s 4 |
| 1965 | Jeux africains                                  | Brazzaville | 2e          | 4×400 m     | 3 min 12 s 2 |
| 1966 | Jeux de l'Empire britannique et du Commonwealth | Kingston    | ½ finale    | 440 yards   | 47 s 9       |
| 1966 | Jeux de l'Empire britannique et du Commonwealth | Kingston    | 2e          | 880 yards   | 1 min 47 s 2 |
| 1968 | Jeux olympiques                                 | Mexico      | 2e          | 800 m       | 1 min 44 s 5 |

## Records
| Épreuve | Marque       | Lieu   | Date            |
| ------- | ------------ | ------ | --------------- |
| 400 m   | 47 s 1       | Tokyo  | 17 octobre 1964 |
| 800 m   | 1 min 44 s 5 | Mexico | 15 octobre 1968 |